# Marcelo Moretto
Marcelo Moretto (ur. 10 maja 1978 w Eldorado) – brazylijski piłkarz występujący na pozycji bramkarza. Obecnie jest zawodnikiem Ceará SC.